# Chiesa di San Giovanni dei Genovesi
La chiesa di San Giovanni dei Genovesi era una chiesa di Milano. Situata nell'area dell'attuale via Nirone.

## Storia e descrizione

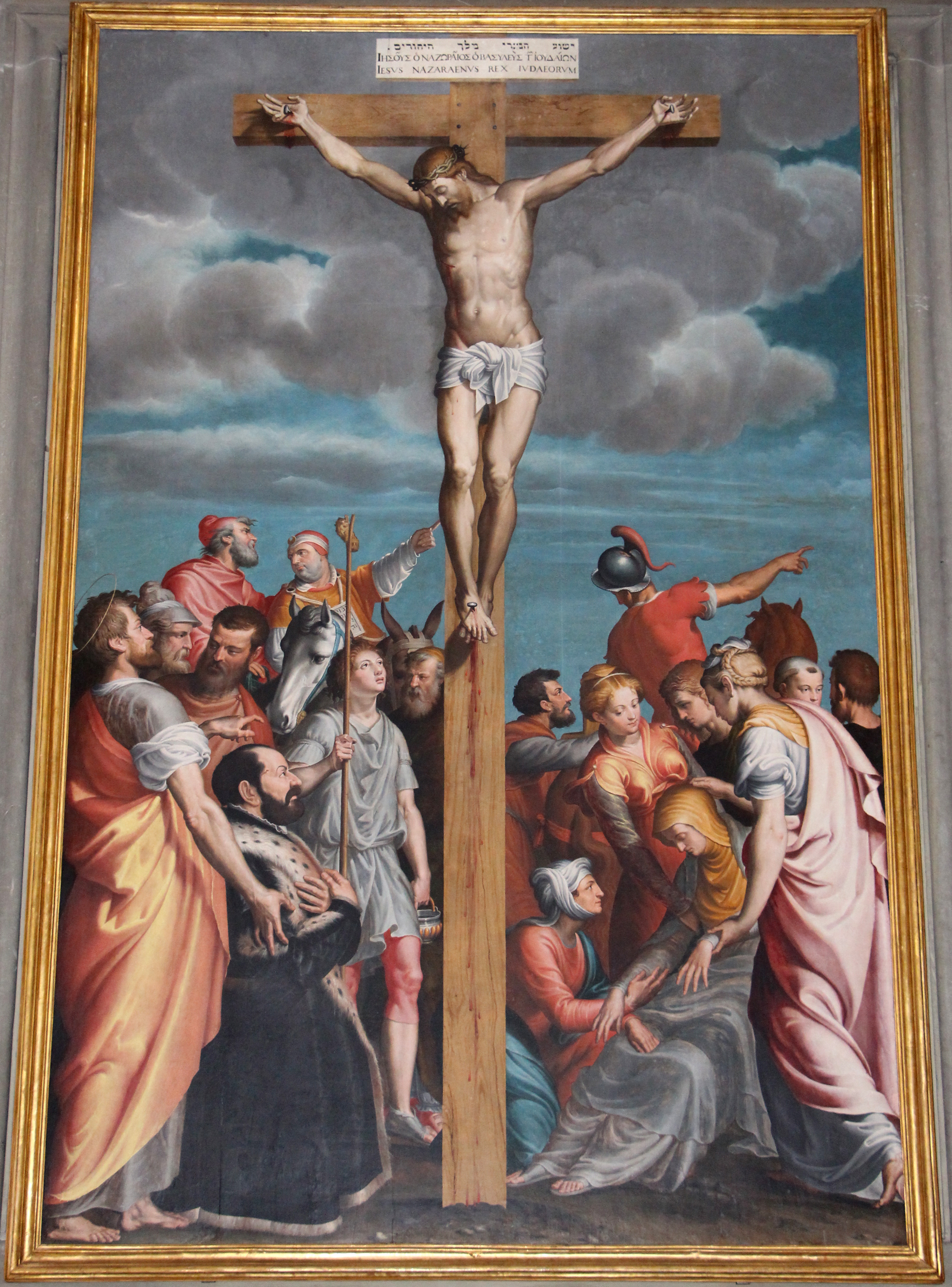
Bernardino Campi, Crocifissione (1550-70 ca.)

La chiesa fu fondata nel 1554 grazie all'azione del banchiere genovese Tommaso Marino, che aveva fatto successo grazie alla sua attività nella città di Milano, per permettere alla folta comunità genovese residente all'epoca in città di avere una chiesa nazionale. La chiesa fu soppressa nel 1781.
La decorazione rifletteva il titolo di chiesa nazionale della Repubblica di Genova: possedeva un solo altare che era decorato con una pala raffigurante una Crocifissione di Bernardino Campi commissionata direttamente da Tommaso Marino, rappresentato inginocchiato nel dipinto. La tela fu confiscata alla sconsacrazione della chiesa, più tardi fu compresa  nell'inventario della Galleria Imperiale di Vienna e infine fu parte di uno scambio di opere tra Vienna e Firenze avvenuto nel 1793. Entrata l'anno seguente agli Uffizi, fu depositata nel 1877 nella Badia Fiesolana dove si trova ancora oggi.
Attorno all'altare vi erano appesi quattro quadri raffiguranti episodi della vita di San Giovanni Bono, santo natio della Liguria ma vescovo di Milano. 